# Prosopocoilus tragulus assimilis
Prosopocoilus tragulus assimilis es una subespecie de coleóptero de la familia Lucanidae.

## Distribución geográfica
Habita en Timor y Waigeu.